# Le Chat et la Souris
Le Chat et la Souris is een Franse misdaadfilm uit 1975 onder regie van Claude Lelouch. Destijds werd de film uitgebracht onder de titel Als kat en muis.

## Verhaal
Wanneer een rijke zakenman wordt vermoord, verdenkt inspecteur Lechat diens knappe vrouw. Lechat staat bekend om zijn ongebruikelijke onderzoeksmethoden. Hij wordt daarvoor vervroegd op pensioen gestuurd, maar hij gaat alleen door met het moordonderzoek.

## Rolverdeling
| Acteur             | Personage           |
| ------------------ | ------------------- |
| Michèle Morgan     | Mevrouw Richard     |
| Serge Reggiani     | Lechat              |
| Philippe Léotard   | Pierre Chemin       |
| Jean-Pierre Aumont | Mijnheer Richard    |
| Valérie Lagrange   | Manuelle            |
| Michel Peyrelon    | Germain             |
| Christine Laurent  | Christine           |
| Philippe Labro     | Philippe Lacombe    |
| Jacques François   | Politiechef         |
| Arlette Emmery     | Rose                |
| Jean Mermet        |                     |
| Anne Libert        | Anne                |
| Judith Magre       | Dame met het hondje |
| Yves Afonso        | William Daube       |